# Reprezentacja Ukrainy w hokeju na trawie kobiet
Reprezentacja Ukrainy w hokeju na trawie kobiet to jedna z silniejszych reprezentacji narodowych w Europie. Wiele razy startowała w imprezie rangi mistrzowskiej, w tym jeden raz w mistrzostwach świata. W halowych mistrzostwach świata w 2011 roku zdobyła brązowy medal po wygranej 4:2 z Białorusią w meczu o 3. miejsce.

## Osiągnięcia

### Igrzyska olimpijskie
- 1996-2024 nie uczestniczyła

### Mistrzostwa świata
- nie uczestniczyła - 1994
- nie uczestniczyła - 1998
- 14. miejsce - 2002
- 2006-2022 nie uczestniczyła

### Mistrzostwa Europy
- nie uczestniczyła - 1995
- 7. miejsce - 1999
- 5. miejsce - 2003
- 6 miejsce - 2005
- 8. miejsce - 2007
- nie uczestniczyła - 2009
- nie uczestniczyła - 2011
- nie uczestniczyła - 2013
- nie uczestniczyła - 2015
- nie uczestniczyła - 2017
- nie uczestniczyła - 2019
- nie uczestniczyła - 2021
- nie uczestniczyła - 2023

### Halowe mistrzostwa świata
- nie uczestniczyła - 2003
- 4. miejsce - 2007
- 3. miejsce - 2011
- 6. miejsce - 2015
- 4. miejsce - 2018
- 6. miejsce - 2023
- nie uczestniczyła - 2025